# Furcraea boliviensis
Furcraea boliviensis är en sparrisväxtart som beskrevs av Pierfelice Ravenna. Furcraea boliviensis ingår i släktet Furcraea och familjen sparrisväxter. Inga underarter finns listade i Catalogue of Life.